# パスポートカード
パスポートカード (英: passport card) とは、パスポートと同様に、政府かそれに相当する公的機関によって発給され、外国に渡航する国民にその国籍及びその他身分に関する事項に証明を与えて外国官庁に保護を依頼する渡航文書である。
その仕様は、パスポートと同じく、国際民間航空機関(ICAO)によって規定されていて、記載者の生体情報を含めて機械読み取り式となっている。
これは、クレジットカードと同じサイズになっているので冊子状のパスポートより扱い易い。
なお、その発行手数料は比較的に概して低額である。
パスポートカードは、欧州経済領域(EEA)加盟国間でパスポートの代わりに一般的に用いられる国民IDカード(身分証明書)に倣う目的で発行されている。
つまり、パスポートカードは、(現時点では)ある域内での渡航を目的に発行されているので、その効力は限定的である。

## 仕様
パスポートカードのサイズの仕様は、ICAO発行の9303文書に記載されたID-1に準拠している。
パスポートカードには、人間の読める情報と機械読み取り可能な情報が印刷される。
後者は、パスポートの身分事項ページと類似の書式により、カード裏面の機械読取領域(MRZ)にOCR文字列で印刷される。
MRZは"IP"という文字列で始まる。
"I"はICAOにより指定された身分証明書用の文字列である。
なお、"P"はMRZ標準では意味を持たない。
次いで、発行国コードと所持人の氏名が印刷される。

## アメリカ
アメリカでは、西半球渡航イニシアチブ(WHTI)の発効により、旅行者が身元と国籍の双方を確認できる単一の文書を所持することが求められて従来の冊子体のパスポートに比べ安価であり携帯性に優れる文書のニーズが生まれたことに対応して、国務省が同国の国民へのパスポートカードの発給を決めた。
これは、領事局が列挙する通用国・地域とアメリカとの陸交通・海路での出入国の際に有効であるが、空路での出入国の際には一切使用できない。
国務省は、「航空旅行を含む幅広い用途におけるカード様式のパスポートの設計は9/11後の脅威の増した状況に対処するために民間航空の保安および渡航文書の仕様を強化するという国際的かつ広範な努力を阻害し兼ねない。」と表明している。
同国のパスポートカードは、以前は、国民アクセス安全保障サービスカード(英: People Access Security Service Card)またはPASSカードと呼ばれていたものである。
前述の法律の要件を満たす新しいパスポートカードには、陸路の国境検問の効率を向上させるために、同国政府のデータベースに紐付けられた一意のID番号をMRZ内に格納した、非接触読み取り可能なRFIDタグが内蔵されているが、そこに個人情報そのものは記録されていない。
パスポートカードの様式は、同政府が制限付きという条件で同国に入国しようとするメキシコ国民に発給する国境通過カード(BCC)とほぼ同一であり、主な相違点は背景の文様および表題である。
発給時には、国境検問所への提示時以外に情報が不正な目的で読み取られることを防ぐ目的で、電波遮蔽ジャケットが一緒に提供される。
なお、このパスポートカードはL-1 Identity Solutionsにより製造されている。
同国では、パスポートカードはREAL ID法の下で同国内の航空旅行や連邦政府建物への立入りなどの連邦法上の用途にも使用できることから、同法の義務付け規定の発効後には州の発行する運転免許証や身分証明書が同法の要件を満たさない市民にとって魅力的な選択肢となり得る。
運輸保安局(TSA)は、パスポートカードを空港の保安検査場での提示が認められる本人確認書類の一つとして規定している。
パスポートカードは米国内外において市民権の有効な証明および本人性の証明のために用いられる。
市民権・移民業務局(USCIS)は従業員就労資格確認書(Form I-9)の作成手続において同国のパスポートカードの使用を認めると発表した。
パスポートカードは、新たに雇い入れられる者が就労資格の保有を示すために提示する文書のうちの、Form I-9の記入時に被雇用者が本人性と就労資格の双方を証明するため使用する文書である「リストA」に含まれると考えられる。
なお、同国内の他の公的機関や企業などが本人確認書類としてパスポートカードを受け付けるかどうかはばらつきが大きい。
発給申請は2008年2月1日以降に受け付けられ、発給は同年7月以降に行われている。
2010年3月時点で、270万枚以上のパスポートカードが発給されている。

### 発給
有効なパスポートを所持している成人はパスポートの更新としてパスポートカードの発給を窓口または郵送で申請できる。
つまり、同国の市民および国民はパスポートカードとパスポートの双方を所持できる。
さらに、これらのいずれかを所持していれば、有効期間満了時に他方(または双方)を「更新」扱いで郵送申請できる。
なお、年少者がパスポートカードの発給を希望する場合は必ず窓口で申請しなければならない。
発給手数料は領事局によって定められている。
パスポートカードの有効期間は、パスポートと同様に、16歳以上の成人は10年、16歳未満の年少者は5年である。

### 偽造対策
RFIDタグ内に格納されている識別番号は暗号化されている。
表面には、同国の国章である白頭鷲をあしらい、"United States of America Department of State"(「アメリカ合衆国国務省」)との文言を小さいが明瞭に読めるフォントで配置したうえでその周囲に同一の文言をマイクロプリントで反復して配するという複雑な多層のホログラムが使用されている。
面上の情報の大部分は凹版印刷(インキ部分が盛り上がる)により印刷され、垂直な"USA"の文字列と所持人の生年月日およびレーザーにより刻み込まれたメインの顔写真画像の下部の英数字列は特に盛り上げが施されている。
顔写真の右側に、所持人氏名中の様々な文字を組み合わせてその顔写真の陰影を表現した、より小さな第2の「顔写真」が配置されている。
カードの左上部には、建国時の独立13州を表す13本の矢を掴んでいる白頭鷲と1ドル紙幣の裏面にあるオリーブの枝を想起させるような刻印が、顔写真と部分的に重なる形で、浮き彫りされている。
裏面は様々な色彩とマイクロプリントに富む円滑で織り合わせられた曲線から成る。
また、"PASSSYSTEM"の印が色彩変化インクで印刷されている。
 アメリカのパスポートカードの図柄
- 表面
- 裏面

### 渡航先
同国のパスポートカードは、陸路または海路で、ここに列挙される国・地域との出入国審査の際に通用する。
- アメリカ合衆国 (自国)
- アンギラ
- アンティグア・バーブーダ
- アルバ
- ボネール、シント・ユースタティウスおよびサバ
- バハマ
- バミューダ
- イギリス領ヴァージン諸島
- カナダ
- ケイマン諸島
- ドミニカ国
- ドミニカ共和国
- グレナダ
- ジャマイカ
- メキシコ
- モントセラト
- セントクリストファー・ネイビス
- セントルシア
- セントビンセント・グレナディーン
- タークス・カイコス諸島

## アイルランド
アイルランドでは、政府は、当初は2015年6月中旬でのパスポートカードの導入を告知していたが、大幅に遅れて2015年10月5日にパスポートカードを導入した。
アイルランドのパスポートカードは18歳以上の同国民に発給される。
限定された渡航先以外や航空旅行でも使用できないと言明する文章を有するアメリカのパスポートカードと異なり、アイルランドのパスポートカードは渡航する方法や地域を制約する如何なる文言も有していない。
しかしながら、それはEEA内の国々によって出入国を承認されてきているとして宣言したに過ぎず、その僅か数日後にスイスがそれを渡航文書として承認したと公表された。
アイルランドのパスポートカードは、旅券と同じ書式を持ち、EEA内の国民IDカードと同様に、大抵の欧州諸国で渡航文書として通用するように企図されている。
また、アイルランドのそれは、幾つかの他の欧州連合(EU)諸国の法律がそのような身分証の類に合致しており、その国々における身分証明書としての役割を果たす。
ICAOは早くも1968年には機械読取式パスポートカードの準備作業に取り掛かっていたが、アイルランドはその最初の国の一つであり、外務・貿易省大臣のチャールズ・フラナガンは2015年のパスポートカードの導入でその新規性と有用性を強調した。
他のEU加盟国で発行される国民IDカードとは異なってアイルランドのパスポートカードは申請者が有効なパスポートを既に持っていない限り発行されることは無いが、パスポートに比べて使い勝手が良い大きさで永く通用する様式であるので、EU諸国の国民IDカードに似た目的(身元の確認やEU域内の旅行)も果たす。
アイルランドは国民IDカードを発行していないので、大抵のEEA諸国とは違って、アイルランド市民にはEEA内での旅行時にパスポートやパスポートカードが必要になる。

### 偽造対策
同国のパスポートカードは機械読み取りができるように最適化されており、また、偽造を困難にするかそれ自体を誤らせるように偽造対策が施されている。
カードには、記載された所持人の情報が格納されたRFIDタグが内蔵されている。
正式に認可されていない者が間接的にRFIDタグ内の情報を読み取るのを防止するために、身元情報が格納されたMRZ領域には認証機構が備わっている。
この保護機構は基本アクセス制御(盗聴防止機能)として知られている。
表面には、"Éire / Ireland / Irlande"と"Pas / Passport / Passeport"の文字列が、光の入射方向によって淡緑から金赤まで色彩が変わるインクを用いて、印刷されている。
面の背景には複雑なケルト模様が描かれており、"Éire / Ireland"の単語が図柄の一部としてEUの公用語として載せられている。
身分証明写真が、白黒階調で、特殊加工が施されたポリカルボナート上にデジタル印刷されている。
同国の国章であるケルティックハープが写真の右下部にホログラムとして重ね焼きされている。
裏面には、短冊部にホログラムの所持人の肖像が配されている。
アイルランドに拠点を置いてその開発を支援したセキュリティ印刷会社DLRSによれば、ホログラムが公文書に使われたのはこれが最初の事例である。
このパスポートカードは2016年3月にルーマニアのブカレストで開催された高度セキュリティ印刷欧州会議で「最優秀域内ID文書」を共同受賞した。